# Gare d’Alençon
Gare d’Alençon vasútállomás Franciaországban, Alençon településen.

## Vasútvonalak
Az állomást az alábbi vasútvonalak érintik:
- Le Mans–Mézidon-vasútvonal
- Ligne d'Alençon à Condé-sur-Huisne

## Kapcsolódó állomások
A vasútállomáshoz az alábbi állomások vannak a legközelebb:
- Gare de Sées
- Gare de La Hutte - Coulombiers